# Іван Пророк
Іван Пророк (VI століття) — християнський святий, що жив за часів імператора Юстиніана I (483—565).
Учень Варсонофія Великого, трудився в монастирі авви Серіда неподалік Гази в Палестині.
За переказами, він прожив у келії, де раніше жив його вчитель Варсонофій, протягом 18 років «у безмовності, подвигах та чеснотах». Іван у всьому уподібнювався до свого вчителя. Мав дар передбачення, за що й був прозваний «пророком». Передбачив, у тому числі, дату своєї смерті, яка мала настати відразу після смерті авви Серіда, але молодий ігумен того ж монастиря на ім'я Еліан умовив Івана пожити хоча б ще два тижні і навчити того керувати монастирем.
Збереглося листування Івана з Варсонофієм. Його учнем називають авву Доротея.
У XVIII столітті стараннями молдавського старця схиархімандрита Паїсія Величковського на Афоні знайдено два найповніші найдавніші пергаментні грецькі рукописи «Відповідей» Варсонофія Івану. Їх за життя старця Паїсія перекладено молдавською та слов'янською мовами. У XIX столітті старці Введенської Оптиної пустині переклали ці рукописи російською мовою і видали. Настанови Варсонофія Івану показують ступінь їхньої моральної досконалості, любові до людей, містять скупі факти їхнього життя.
День пам'яті — 6 лютого.

## Тропар преподобним Варсонофію Великому та Івану Пророку
Глас 4-й:
Бо́же оте́ц на́ших,/ творя́й при́сно с на́ми по Твое́й кро́тости,/ не отста́ви ми́лость Твою́ от нас,/ но моли́твами их// в ми́ре упра́ви живо́т наш.